# Pickova vila (Čáslav)
Pickova vila v Čáslavi se nachází při severozápadním okraji města Čáslav (Pražské předměstí). 
Byla postavena jako rodinná vila významného podnikatele Emila Picka nedaleko od areálu Pickovy továrny Kosmos (později Zenit s.r.o.).

## Historie a popis
Čáslavská vila podnikatele Emila Picka byla postavena v letech 1928–1929 ve stylu art deco podle návrhu významného českého architekta Bohumíra Kozáka, který je autorem řady realizací po celé republice (později si Emil Pick nechal vybudovat další vilu v Praze, která je rovněž označována Pickova vila).
Protože byl Emil Pick židovského původu, byla vila (stejně jako továrna) zabrána a po dobu 2. světové války ve vile sídlili okupační správci. Po 2. světové válce sloužila jako mateřská škola a jesle. Po roce 1990 byla prodána soukromému majiteli a v roce 2007 začala necitlivá přestavba vily na penzión, která nebyla dokončena, ale došlo k nevratnému poškození vily. Byla realizována nevhodná přístavba v místě původní zimní zahrady, předělány dispozice, původní cenné prvky interiéru a vitráže byly poničeny, bylo zbudováno betonové schodiště a nová střecha, svým tvarem, materiálem a střešními okny naprosto neodpovídající původnímu charakteru vily.
Vila se nachází na poměrně rozsáhlém pozemku (4385 m²), původní pozemek však byl mnohem větší. Část pozemku byla zabrána na výstavbu bytového domu, který se nachází jen několik metrů od terasy vily a znamená tak další a definitivní znehodnocení původního architektonického řešení.
Vila a zbytek původní zahrady se rozkládá v prostoru mezi ulicí Pražskou (severovýchodně od vily), necitlivě přistavený bytový dům je na jihovýchodě, na severozápadě je pozemek ohraničen říčkou Brslenkou, za říčkou se pak rozkládá původní areál Pickovy továrny Kosmos.
Po nevhodné a nedokončené přestavbě vila chátrala a zahrada zarůstala, až se vila v roce 2011 ocitla ve dražbě, která však skončila neúspěšně.

## Fotogalerie

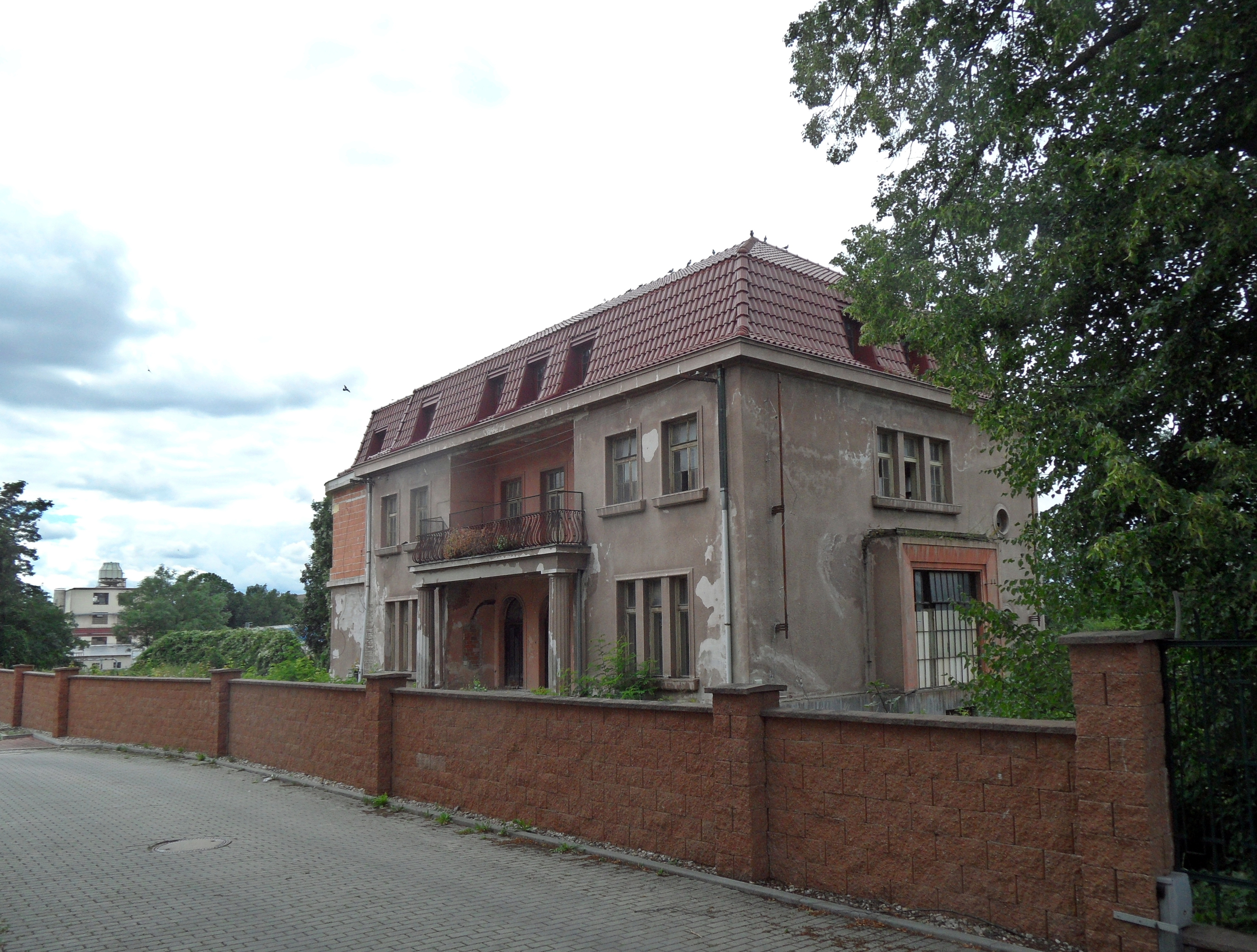
Pickova vila, bezohledně znehodnocená bytovým domem...
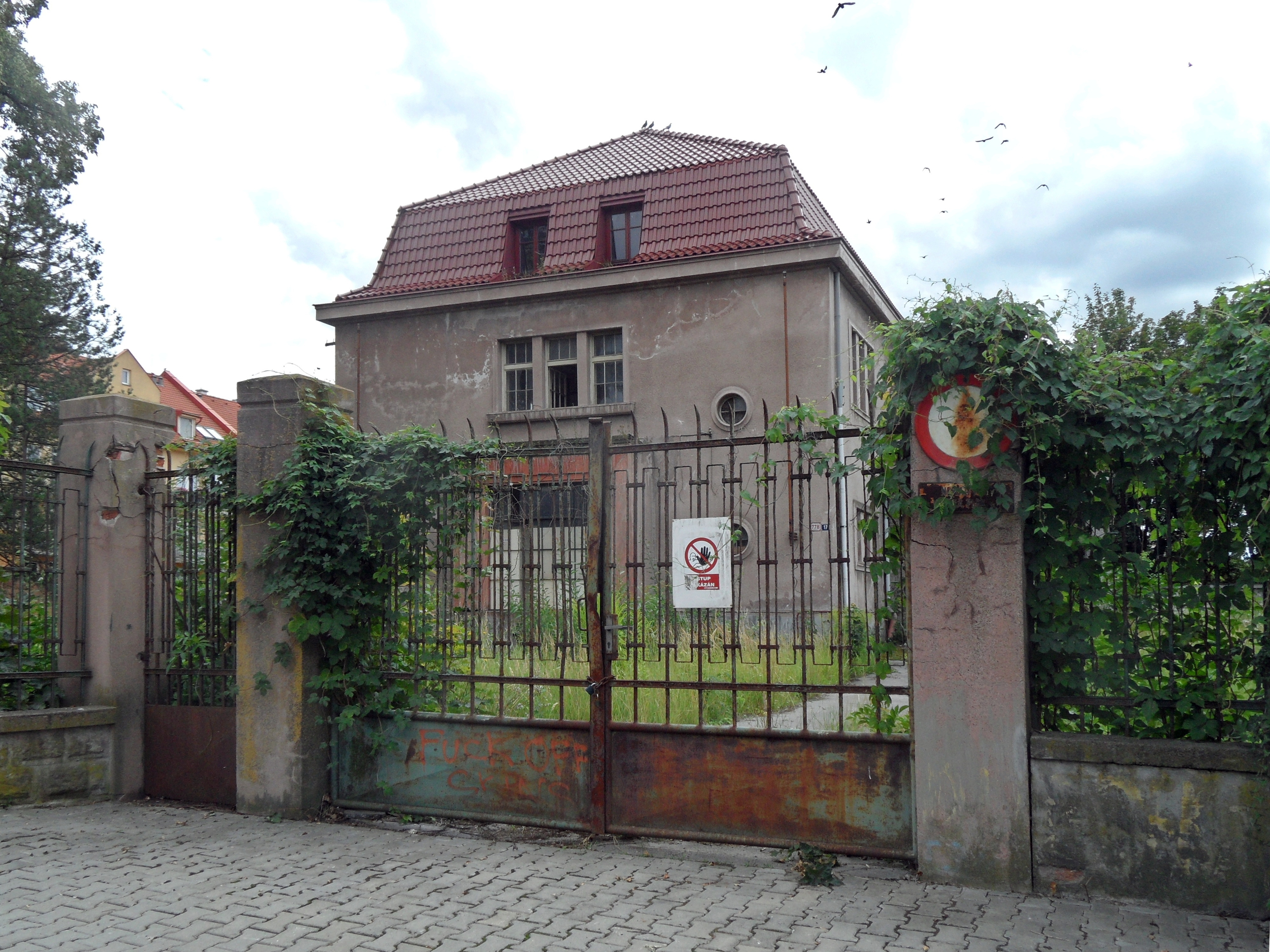
... a přestavbou,
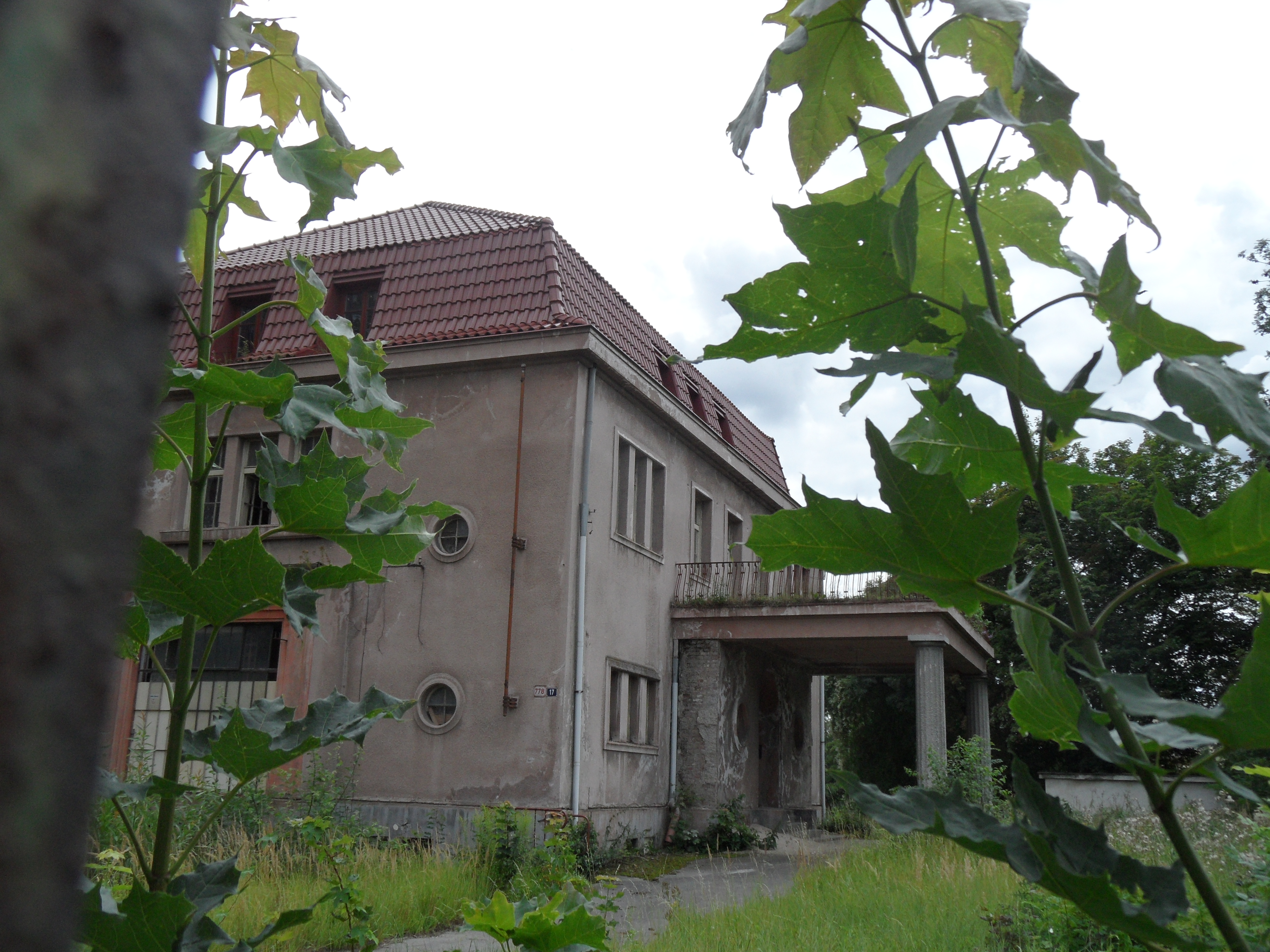
nadále chátrá a zahrada zarůstá (7/2017)